# Cuina

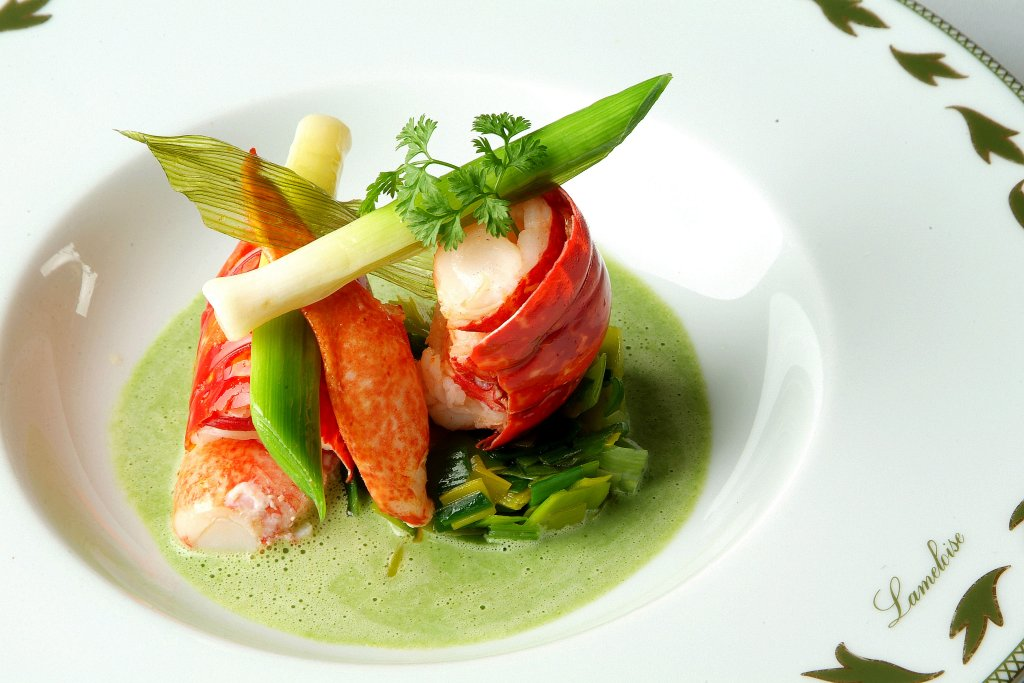
Un exemple de presentació de la nouvelle cuisine. Aquest plat consisteix en escamarlans marinats sobre espàrrecs amb gaspatxo.

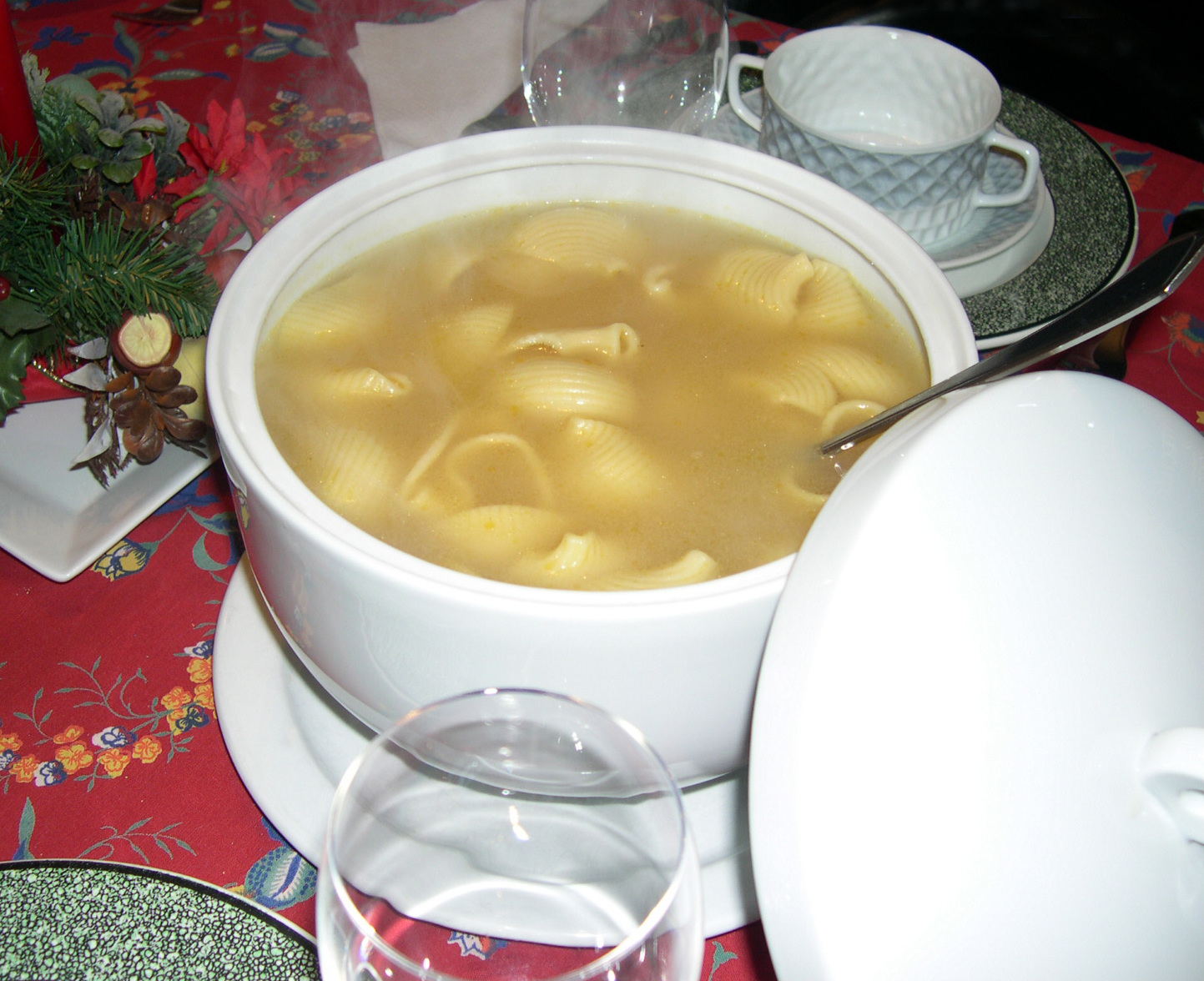
Escudella.

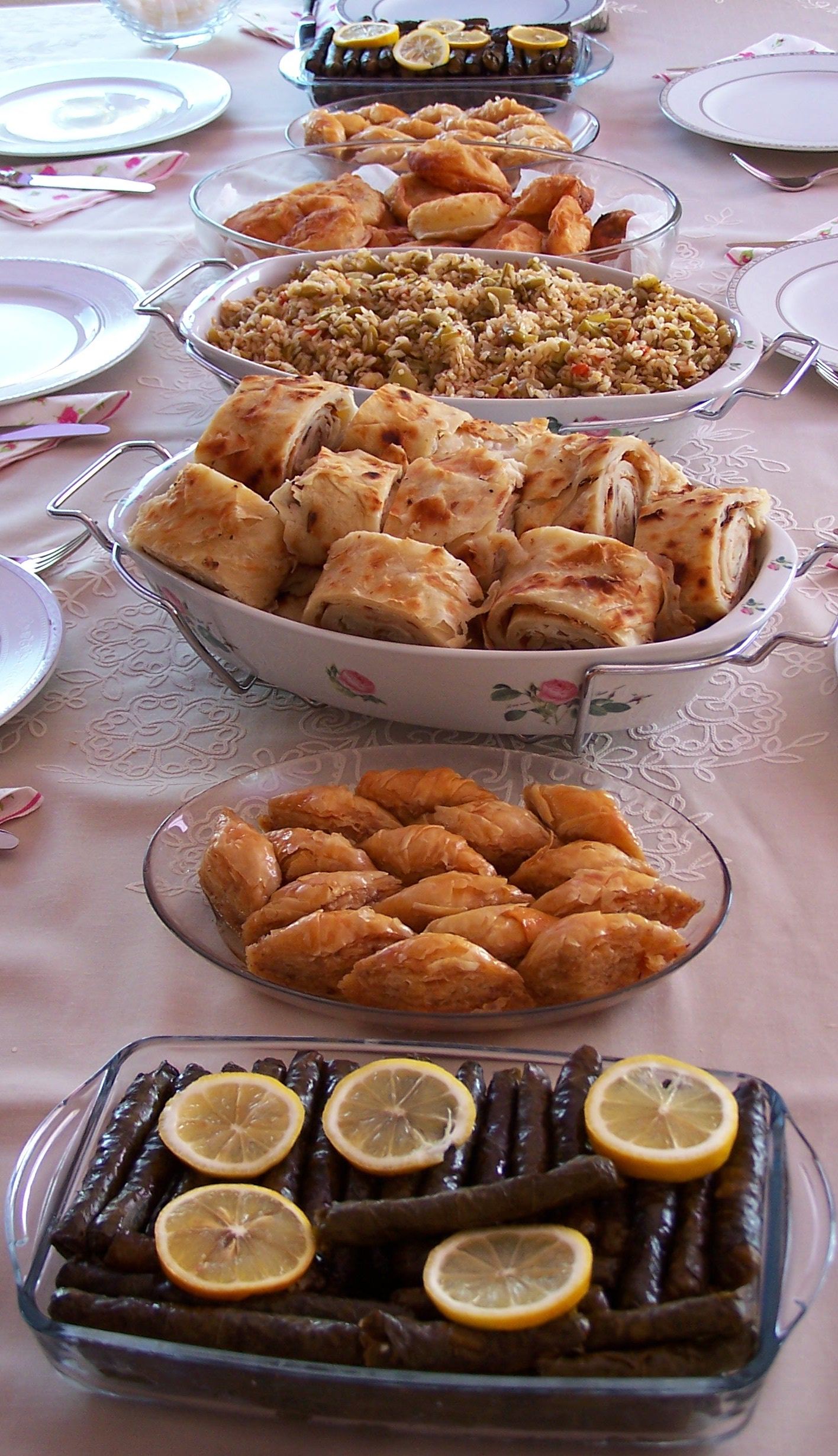
Una mostra de cuina turca

Una cuina és un estil de cocció caracteritzat per l'ús de determinats ingredients, tècniques i plats distintius, i normalment associat a una cultura o regió geogràfica específica. Les tradicions, els costums i els ingredients regionals de preparació dels aliments sovint es combinen per crear plats únics a una regió en particular. Una cuina està influenciada principalment pels ingredients disponibles localment o adquirits.
La cuina es remunta a l'Antiguitat. A mesura que el menjar va començar a requerir més planificació, es va produir un sorgiment de menjars com elements culturals.

## Influències
Alguns factors que influeixen la cuina d’una regió inclouen el clima de la zona, el comerç entre diferents països, les lleis religioses o sumptuàries i l’intercanvi de cultures culinàries. Per exemple, una dieta tropical es pot basar més en fruites i verdures, mentre que una dieta polar pot dependre més de la carn i el peix. El clima de la zona, en gran manera, determina els aliments autòctons disponibles. A més, el clima influeix en la conservació dels aliments. Per exemple, els aliments conservats per al consum hivernal a través del fumatge, curació i confitatge han estat importants a les cuines del món per les seves propietats gustatives alterades.
El comerç entre diferents països també afecta en gran manera la cuina d’una regió. Els condiments com la canyella, la cassia, el cardamom, el gingebre i la cúrcuma van ser articles comercials importants en la primera evolució del comerç. La canyella i la cassia es transporten cap al Pròxim Orient fa almenys 4.000 anys.
Alguns aliments i preparats alimentaris són obligatoris o prohibits per les lleis religioses o sumptuàries, com les lleis dietètiques islàmiques i les lleis dietètiques jueves. Les tradicions religioses també poden exercir una forta influència en la cuina, com ara l' hinduisme a la cuina índia, el sikhisme a la cuina panjabi, el budisme a la cuina asiàtica oriental, l'islam a la cuina de l'Orient Mitjà i el judaisme a la cuina jueva i la cuina israeliana.
L’intercanvi de cultura culinària també és un factor important per a la cuina de moltes regions: la primera exposició directa i substancial del Japó a Occident va arribar amb l’arribada de missioners europeus a la segona meitat del segle XVI. En aquella època, la combinació de tècniques de fregit de caça espanyoles i portugueses amb un mètode asiàtic oriental per cuinar verdures en oli va provocar el desenvolupament de la tempura, el "plat japonès popular en què els mariscs i molts tipus diferents de verdures estan recobertes".

## Evolució de la cuina
Les cuines evolucionen contínuament i la innovació i la interacció cultural crea noves cuines. Un exemple recent és la cuina de fusió, que combina elements de diverses tradicions culinàries sense classificar-se segons cap estil de cuina, i en general fa referència a les innovacions de moltes cuines de restaurants contemporanis des dels anys setanta. La Nouvelle cuisine (Nova cuina) és un enfocament de la cuina i la presentació dels aliments a la cuina francesa que va ser popularitzat als anys seixanta pels crítics gastronòmics Henri Gault, que va inventar la frase, i els seus col·legues André Gayot i Christian Millau.
La cuina molecular és un estil de cuina modern que aprofita moltes innovacions tècniques de les disciplines científiques (cuina molecular). El terme va ser encunyat el 1999 pel químic francès INRA Hervé, perquè volia distingir-lo del nom de gastronomia molecular (una activitat científica) que va introduir ell i el desaparegut físic d'Oxford Nicholas Kurti el 1988. Alguns xefs també fan cuina multisensorial, cuina modernista, física culinària i cuina experimental. A més, el comerç internacional aporta nous ingredients que generen canvis. La introducció de bitxo a la Xina des d'Amèrica de Sud a la fi de segle XVII, va influir en la cuina de Sichuan, que combina el gust original de pebre de Sichuan amb el gust del bitxo que el fa més picant.

## Cuines regionals
Les cuines regionals poden variar segons la disponibilitat i l’ús d’ingredients específics, les tradicions i pràctiques de cuina local, així com les diferències culturals generals. Aquests factors poden ser més o menys uniformes entre àmplies zones de territori o variar intensament segons les regions. Per exemple, a l’Amèrica Central i del Nord del Sud, el blat de moro és un aliment bàsic i s'utilitza de moltes maneres diferents. Al nord d’Europa predominen el blat, el sègol i els greixos d’origen animal, mentre que al sud d’Europa l’oli d’oliva és omnipresent i l'arròs és més freqüent. A Itàlia, la cuina del nord, amb mantega i arròs, contrasta amb la del sud, amb pasta de blat i oli d’oliva. En algunes parts de la Xina, l’arròs és l'element bàsic, mentre que en d'altres aquest paper l’omplen els fideus i el pa. A tot l'Orient Mitjà i la Mediterrània, els ingredients habituals inclouen xai, oli d'oliva, llimones, pebrots i arròs. El vegetarianisme practicat a gran part de l’Índia ha fet que els llegums (cultius collits exclusivament per a la llavor seca) com els cigrons i les llenties siguin tan importants com el blat o l’arròs. De l’Índia a Indonèsia és característic l’ús extensiu d’espècies; els cocos i els mariscs també s'utilitzen a tota la regió tant com a alimentcom a condiment.

### Cuina africana
La cuina africana utilitza una combinació de fruites, cereals i verdures disponibles localment, a més de llet i productes carnis. En algunes parts del continent, la dieta tradicional presenta una preponderància de productes lactis, de mató i de sèrum de llet. En bona part de l’Àfrica tropical, però, la llet de vaca és rara i no es pot produir localment a causa de diverses malalties que afecten el bestiar. La diversa composició demogràfica del continent es reflecteix en els diferents hàbits alimentaris i de beguda, els plats i les tècniques de preparació de les seves múltiples poblacions.

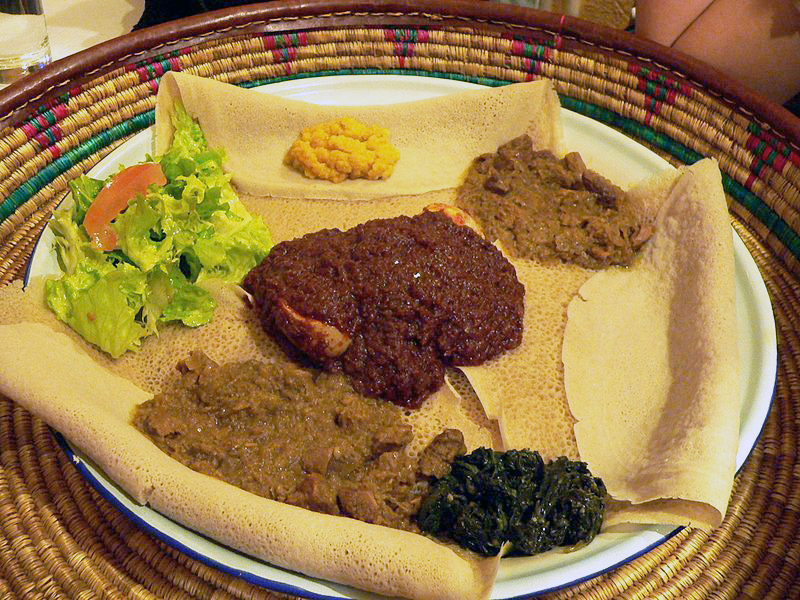
Cuina típica d'Etiòpia i Eritrea: Injera (pa fi de panqueques) i diversos tipus de wat (guisat)
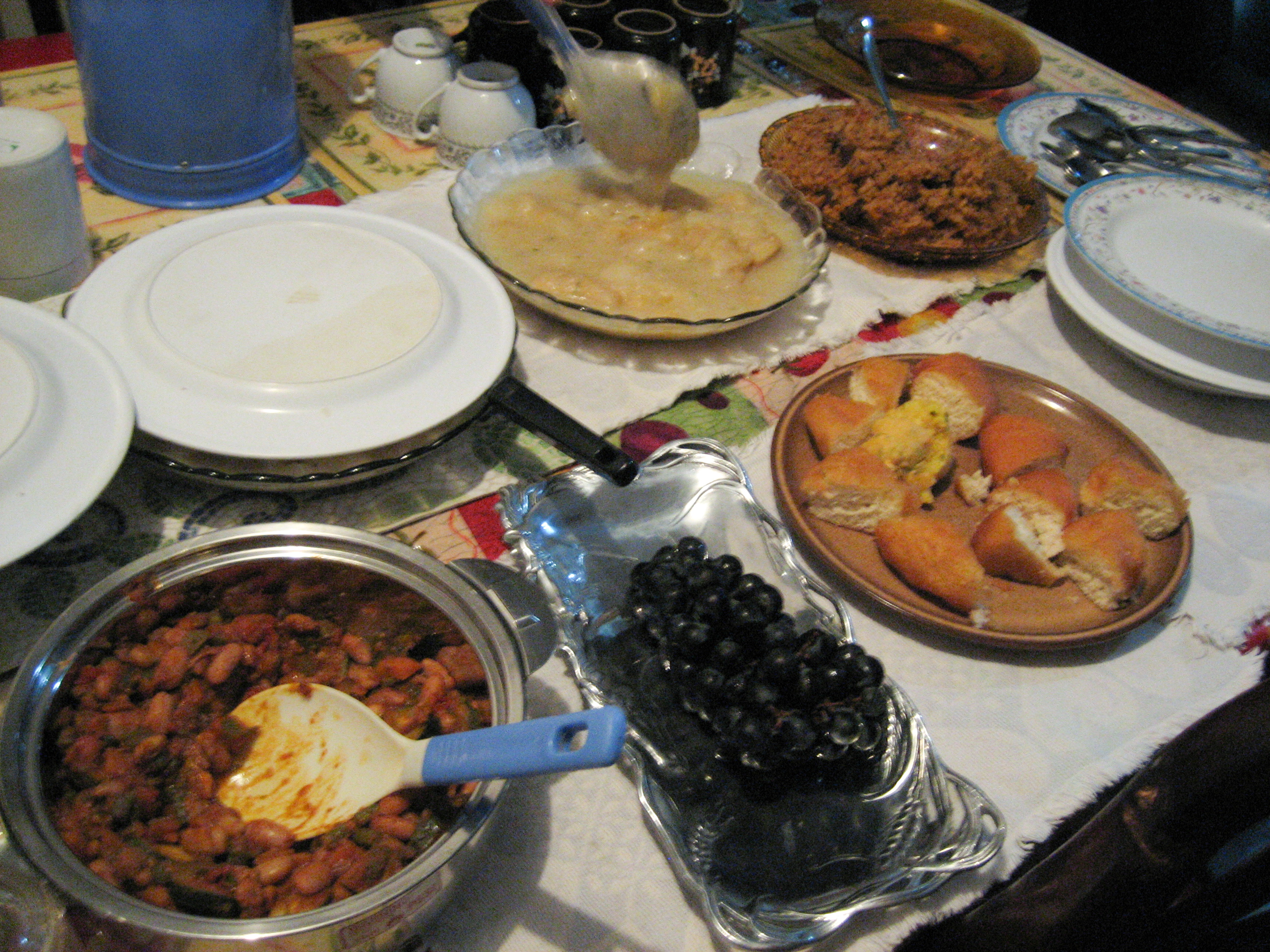
Un sopar del mes del Ramadà a Tanzània
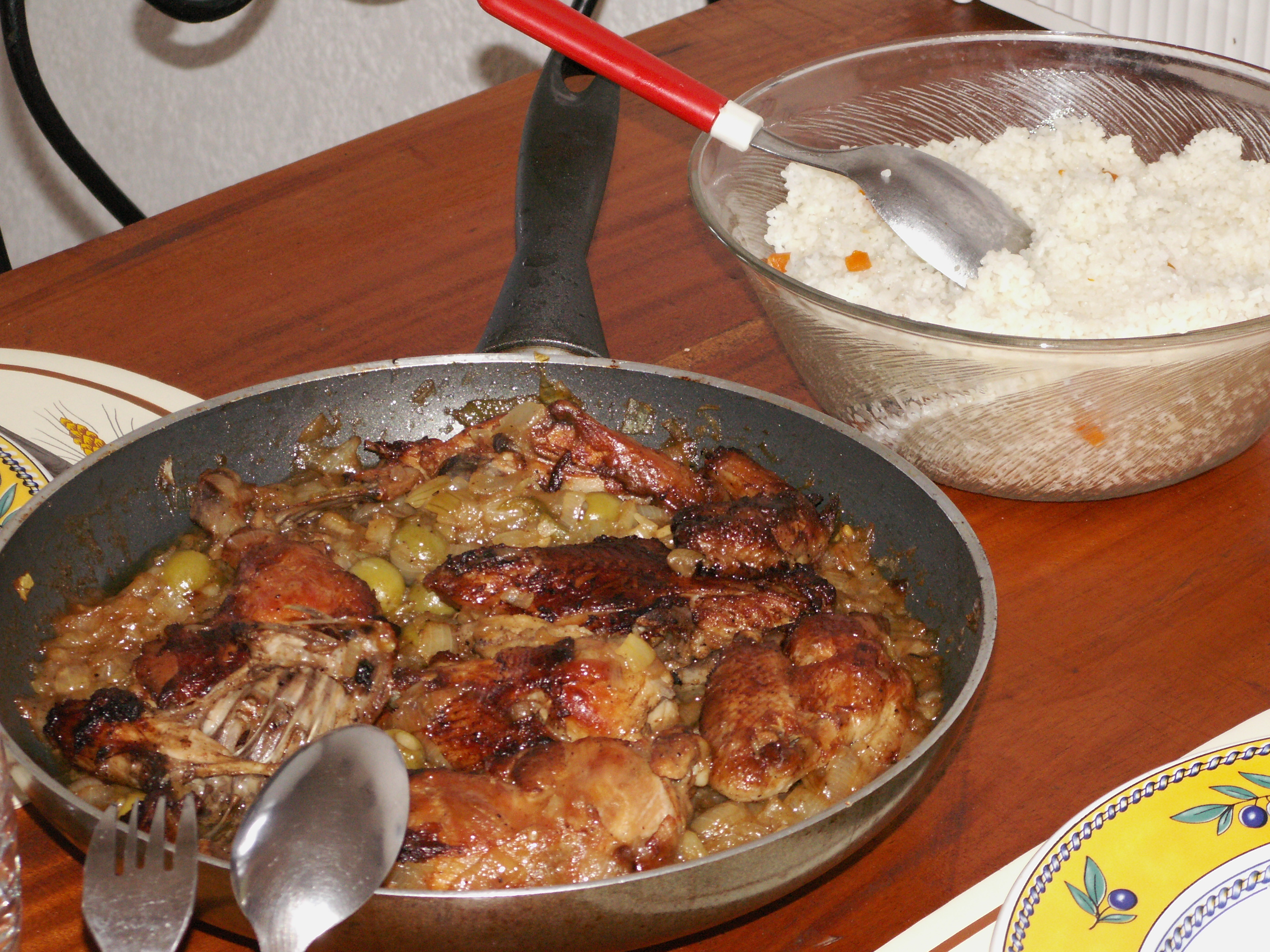
El yassa és un plat popular a tota l’Àfrica occidental preparat amb pollastre o peix.
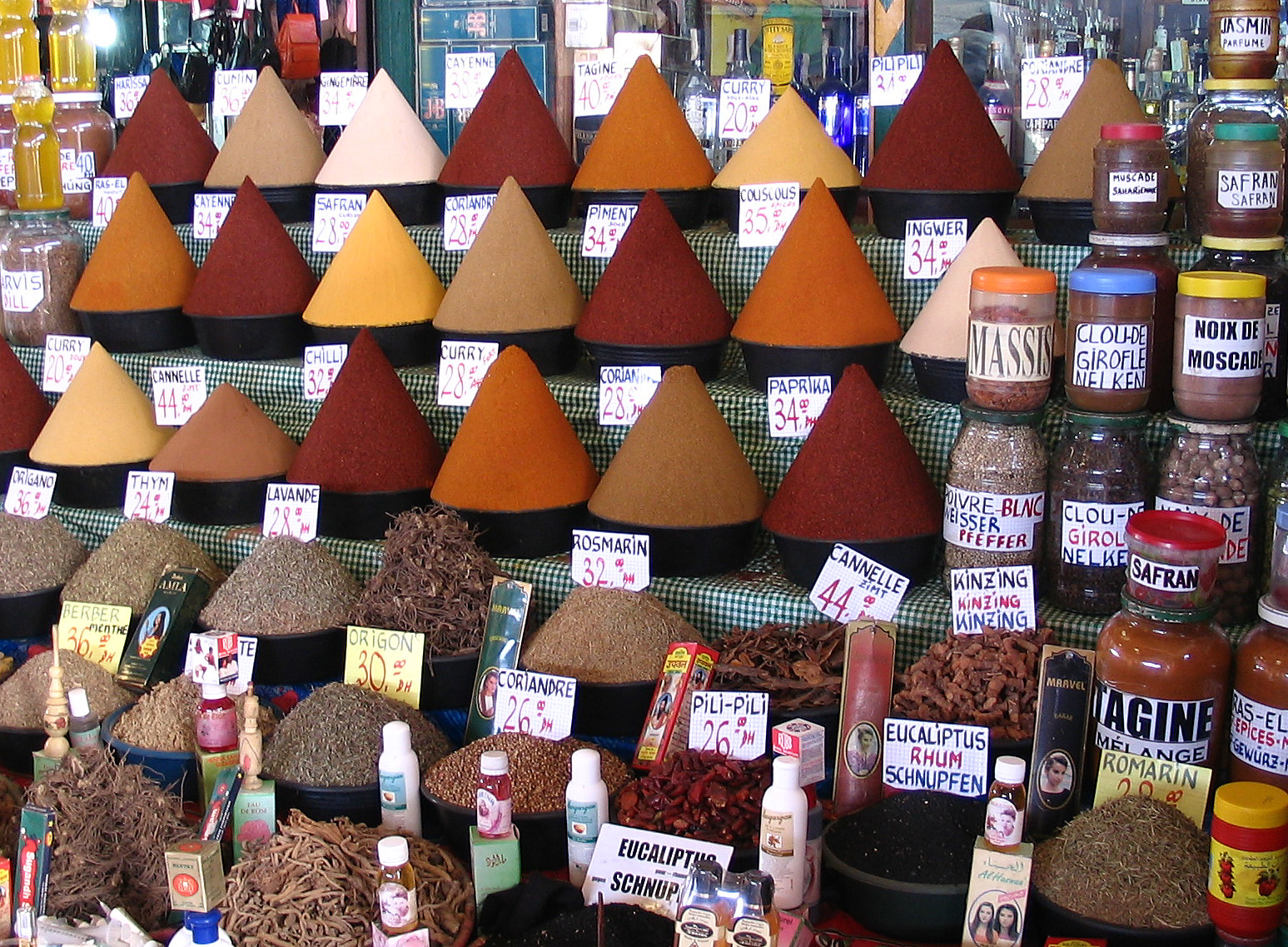
Espècies al mercat central d'Agadir, Marroc

### Cuines asiàtiques
Les cuines asiàtiques són nombroses i variades i inclouen cuina asiàtica oriental, cuina asiàtica del sud, cuina sud-asiàtica, cuina asiàtica central i cuina asiàtica occidental. Els ingredients comuns a l’Àsia oriental i el sud-est asiàtic (a causa de la influència xinesa a l'estranger) inclouen arròs, gingebre, alls, llavors de sèsam, xilis, cebes seques, soja i tofu, sent el sofregit i la cocció al vapor els mètodes de cuina habituals. Tot i que l’arròs és comú a la majoria de cuines regionals a Àsia, les varietats són populars a les diferents regions: l’ arròs basmati és popular al sud d’Àsia, l’ arròs de gessamí al sud-est asiàtic i l’arròs de gra llarg a la Xina i l’arròs de gra curt al Japó i Corea. El curri també és un ingredient comú que es troba al sud d'Àsia, al sud-est asiàtic i a l'Àsia oriental (sobretot el curri japonès); no obstant això, no són populars a les cuines d'Àsia Occidental i l'Àsia central. Aquests plats de curri amb orígens al sud d’Àsia solen tenir una base de iogurt, amb orígens al sud-est asiàtic una base de llet de coco i a l’Àsia oriental una base de carn i verdures guisades. La cuina del sud d’Àsia i la del sud-est asiàtic es caracteritzen sovint per l’ús extensiu d'espècies i herbes originàries de les regions tropicals d’Àsia.

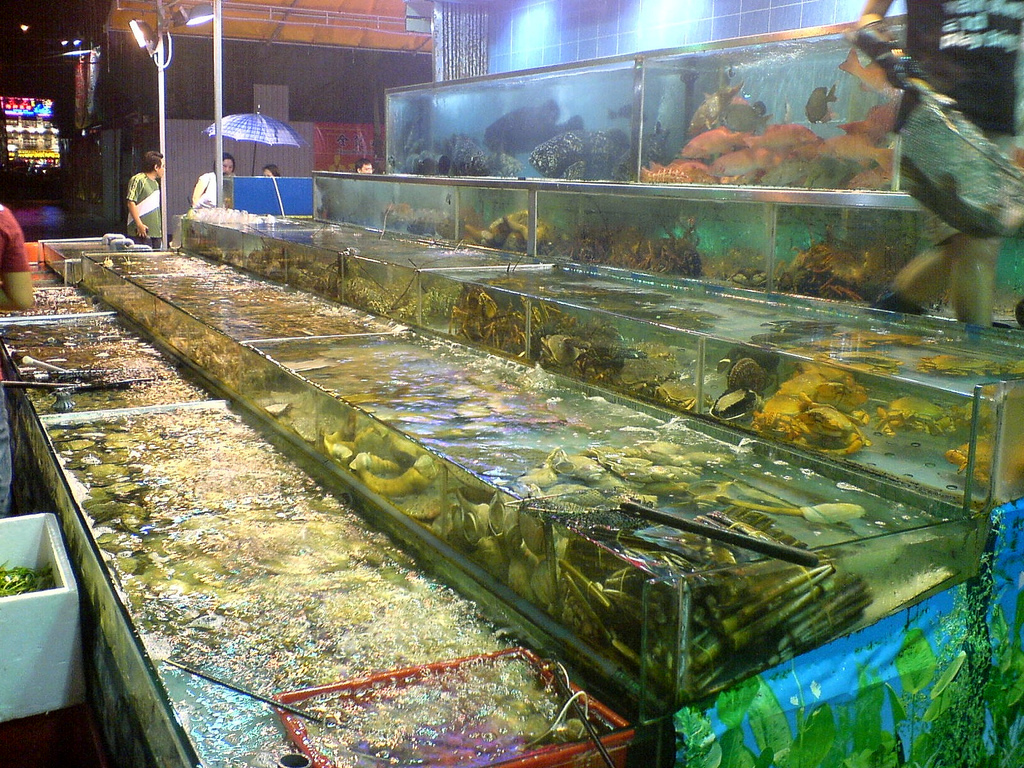
El marisc fresc viu és típic a Guangdong a la costa sud de la Xina.
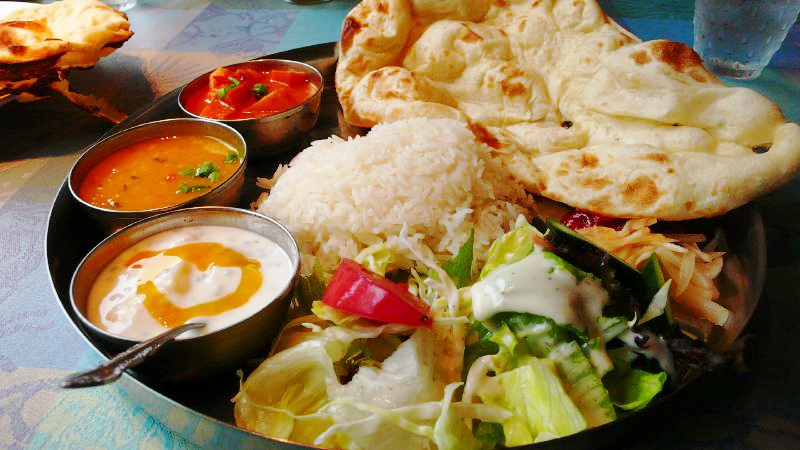
Thali vegetarià tradicional de l'Índia del Nord amb diversos Curris de l'Índia.
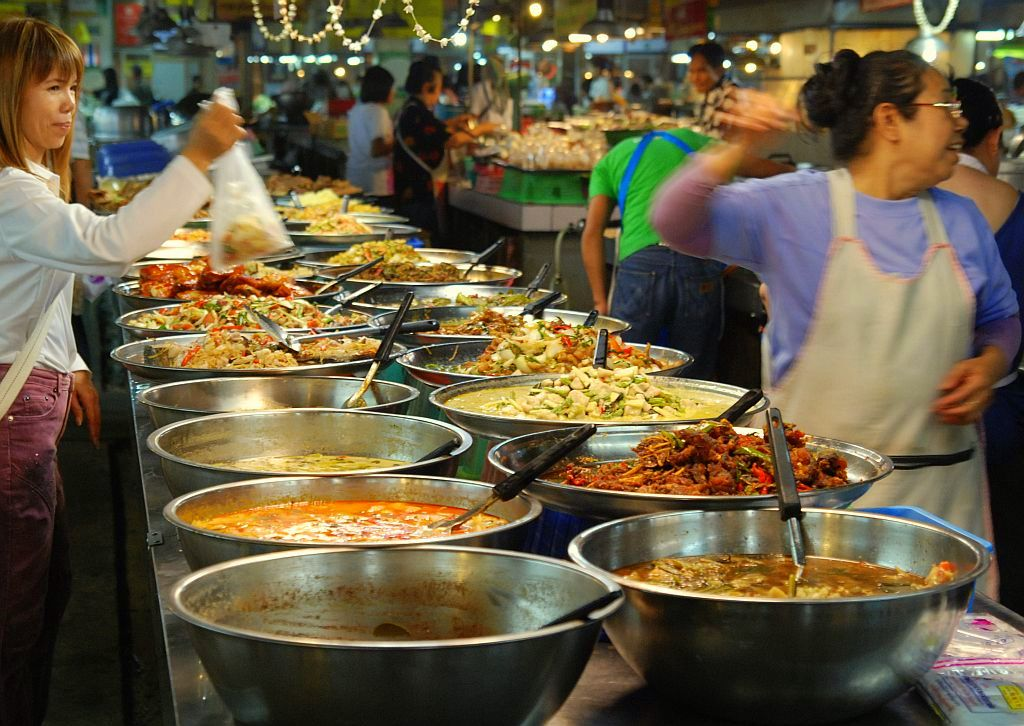
Una parada del mercat de Thanin a Chiang Mai, Tailàndia, on es venen aliments preparats.
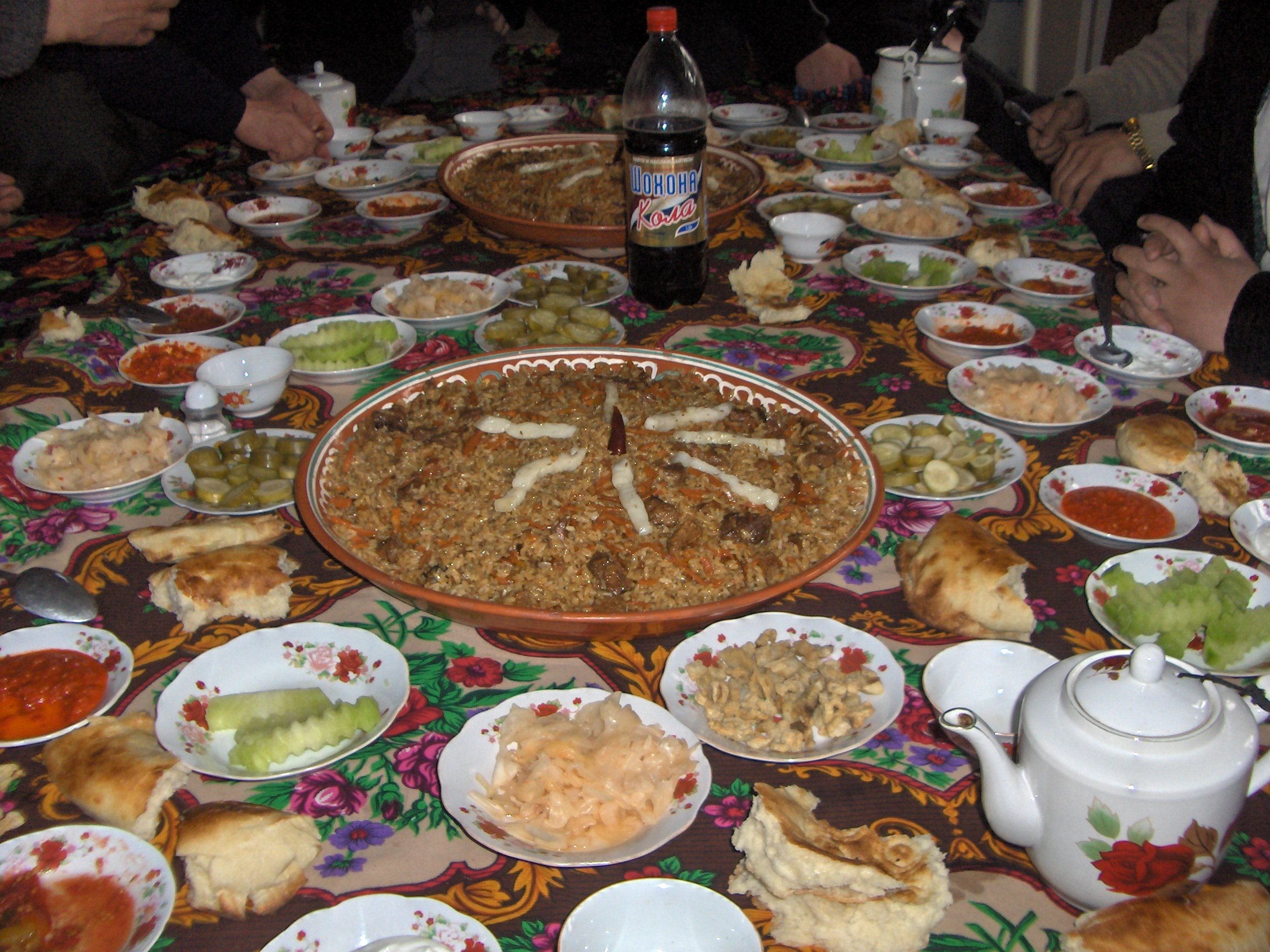
Una festa tadjica. Una gran festa s'associa comunament a cultures de l’Àsia central.

### Cuina europea
La cuina europea (alternativament, "cuina occidental") inclou les cuines d'Europa i d'altres països occidentals. La cuina europea inclou la d'Europa i fins a cert punt Rússia, així com les cuines no indígenes d'Amèrica del Nord, Australàsia, Oceania i Amèrica Llatina. El terme és utilitzat pels asiàtics orientals per contrastar amb els estils de cuina de l'Àsia Oriental. Quan s'utilitza en anglès, el terme pot referir-se més específicament a la cuina d’ Europa (continental); en aquest context, un sinònim és cuina continental, especialment en anglès britànic. La cuina mediterrània és una cuina europea destacada.

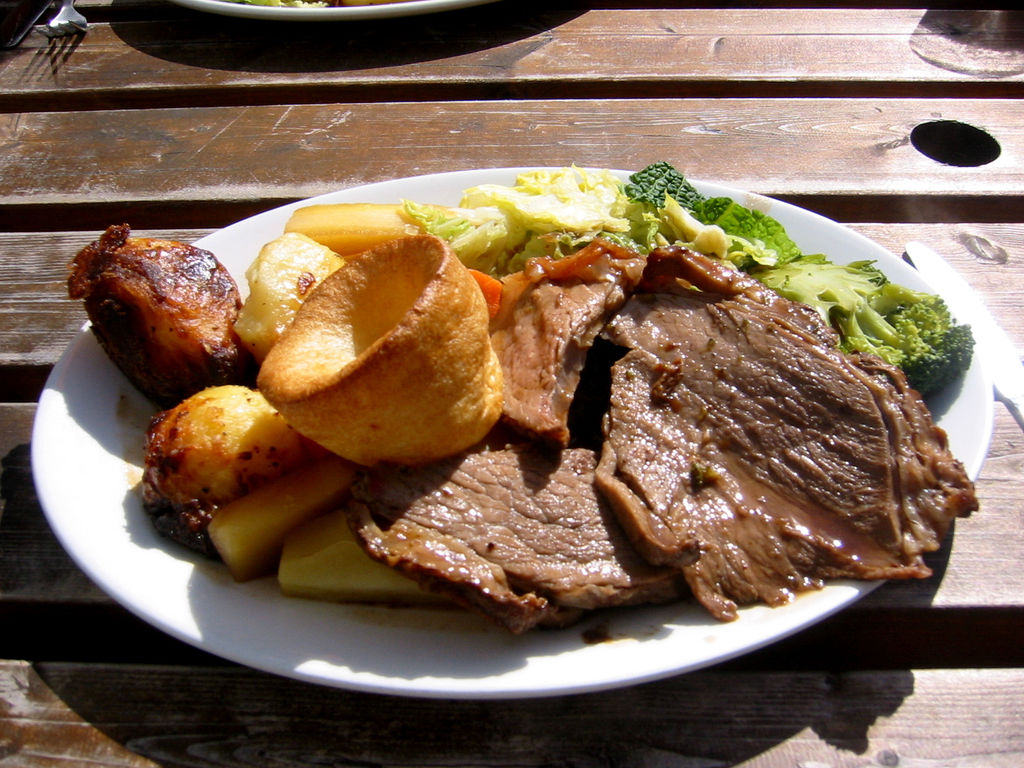
Un rostit de diumenge anglès amb vedella rostida, patates rostides, verdures i pudding de Yorkshire
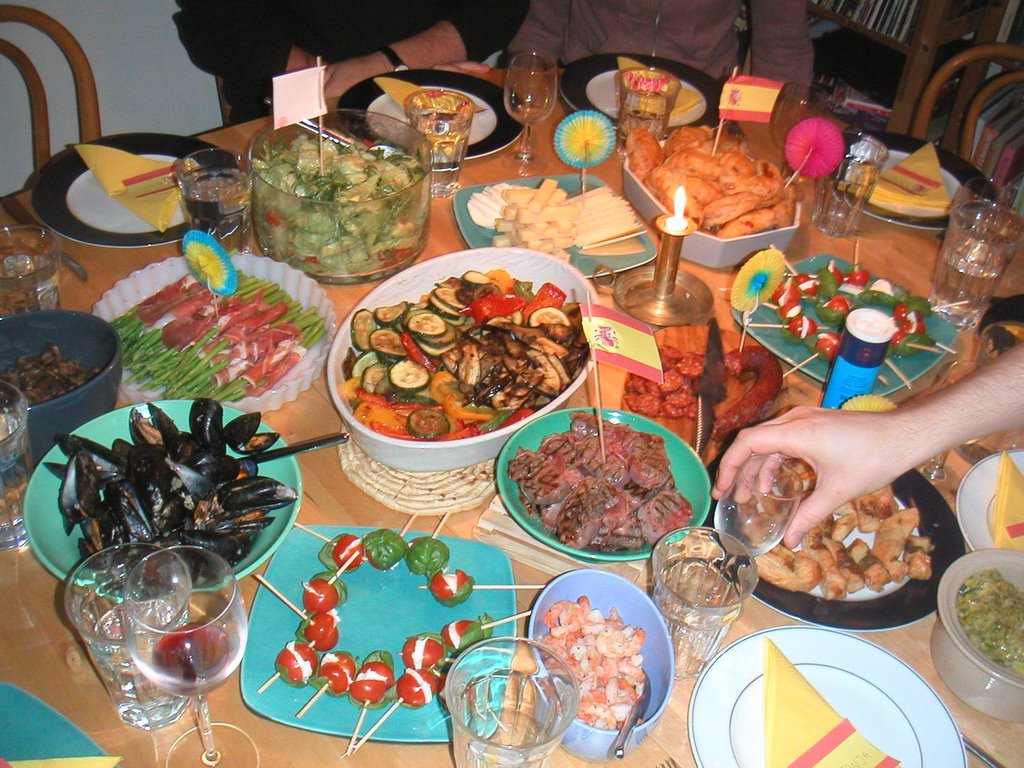
Una gran varietat de tapes: aperitius o aperitius a la cuina espanyola
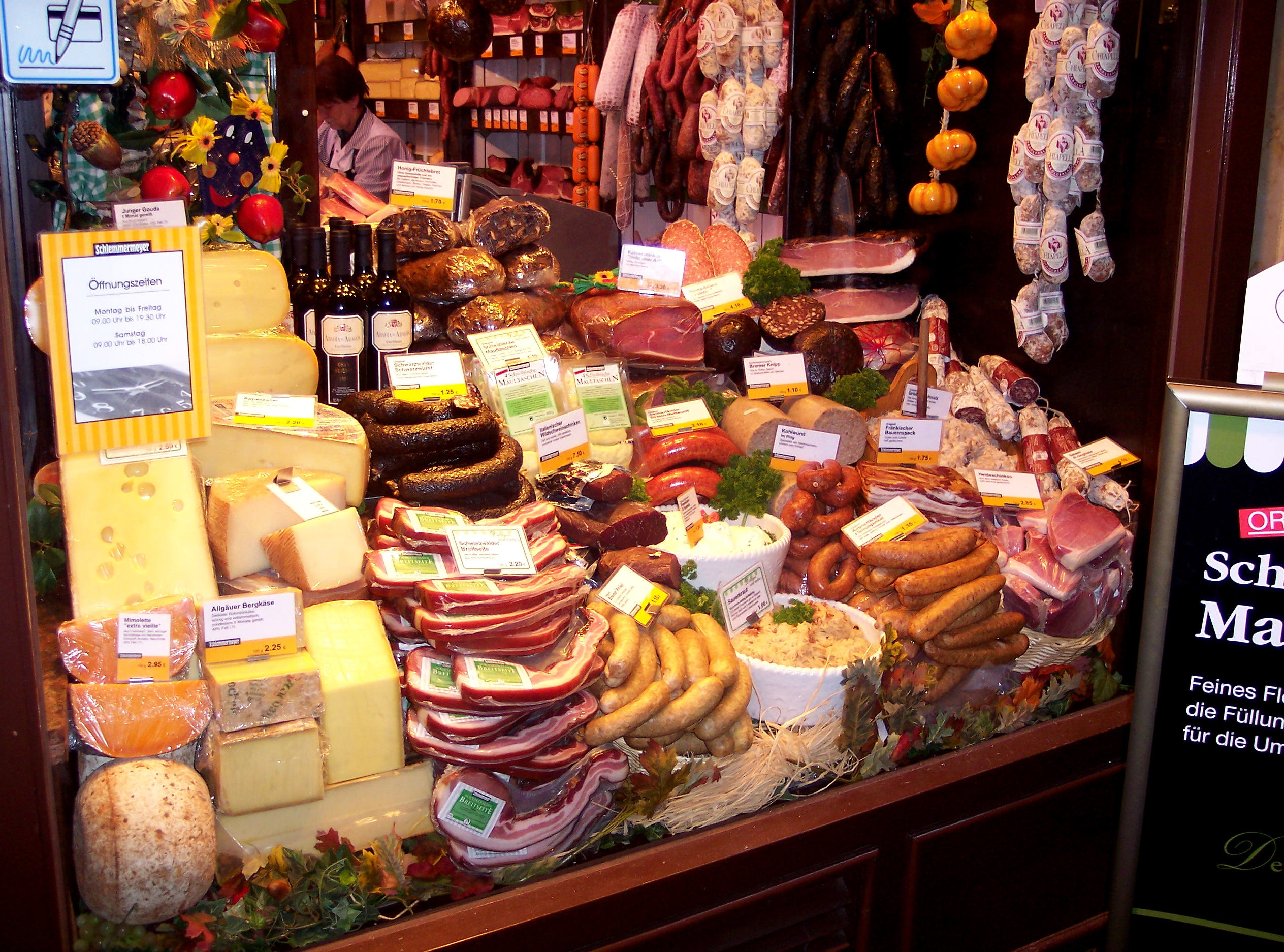
Embotits i formatges alemanys

### Cuina oceànica
La cuina oceànica inclou la cuina australiana, la cuina de Nova Zelanda i la cuina de moltes altres illes o grups d’illes de tota Oceania. Cuina australiana consisteix en una deriva de la cuina dels immigrants anglesos juntament amb la dels nadius australians aborígens, i diverses influències asiàtiques més noves. La cuina de Nova Zelanda també consta de plats d’inspiració europea, com Pavlova, i cuina autòctona maori. A l'altre costat d'Oceania, els plats inclouen el moniato i Taro, que era / és un element bàsic de Papua Nova Guinea, al Pacífic Sud. A la majoria d’illes del pacífic sud, els peixos es consumeixen àmpliament a causa de la proximitat a l’oceà.

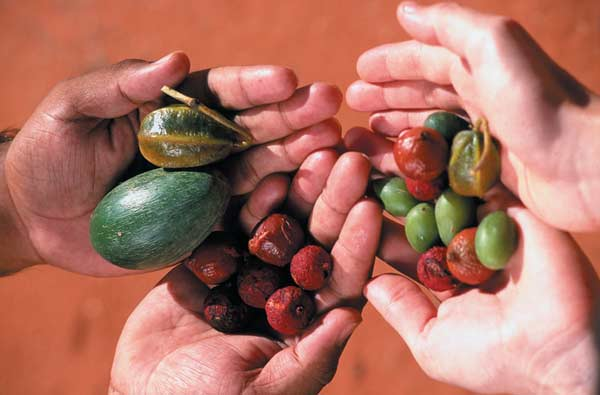
Bush Tucker (aliments arbustius) collit al parc del desert d'Alice Springs, a Austràlia.
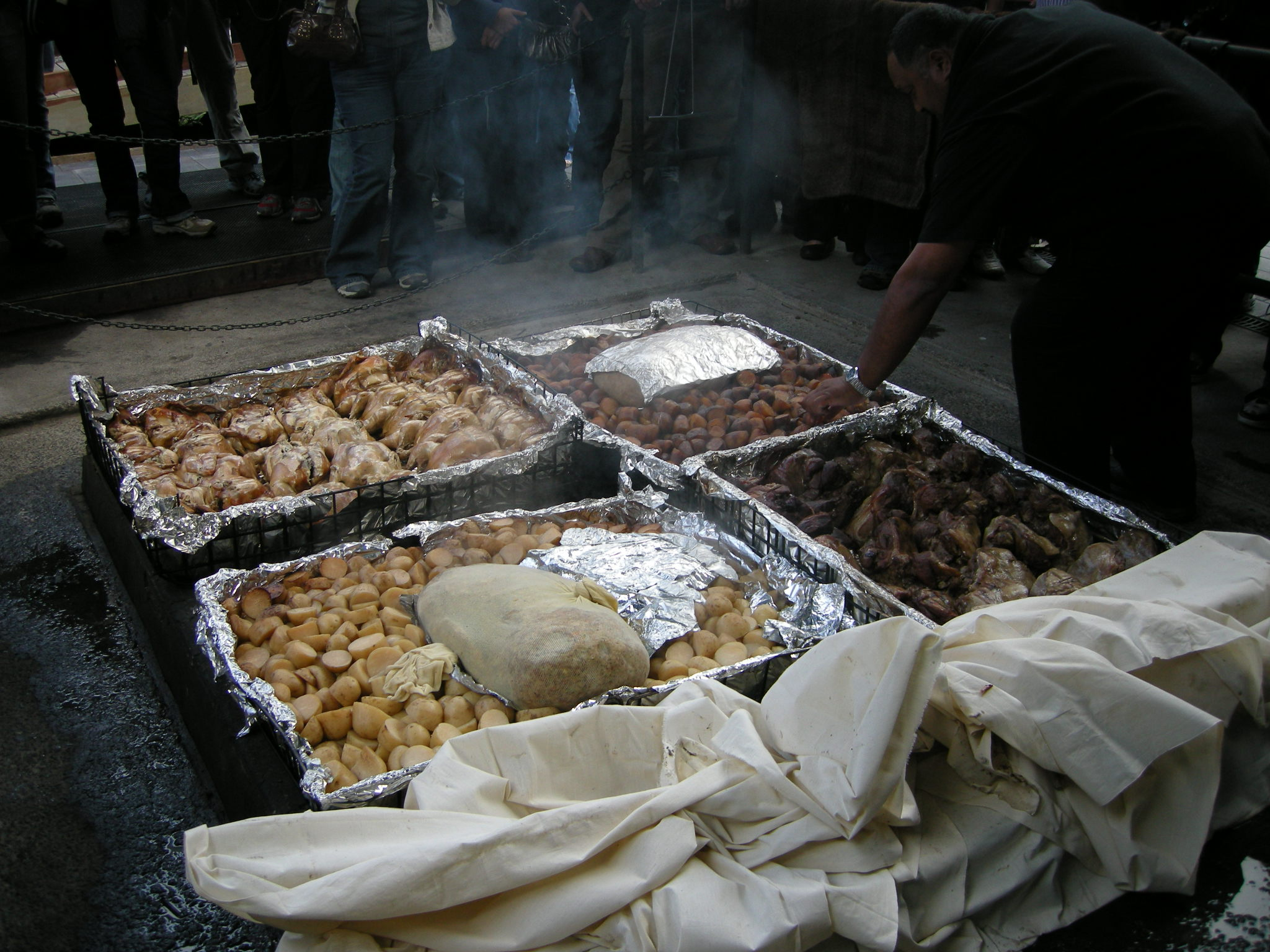
Preparació d'un Hāngi, un mètode maori de Nova Zelanda per cuinar aliments per a ocasions especials utilitzant roques calentes enterrades en un forn de fossa.
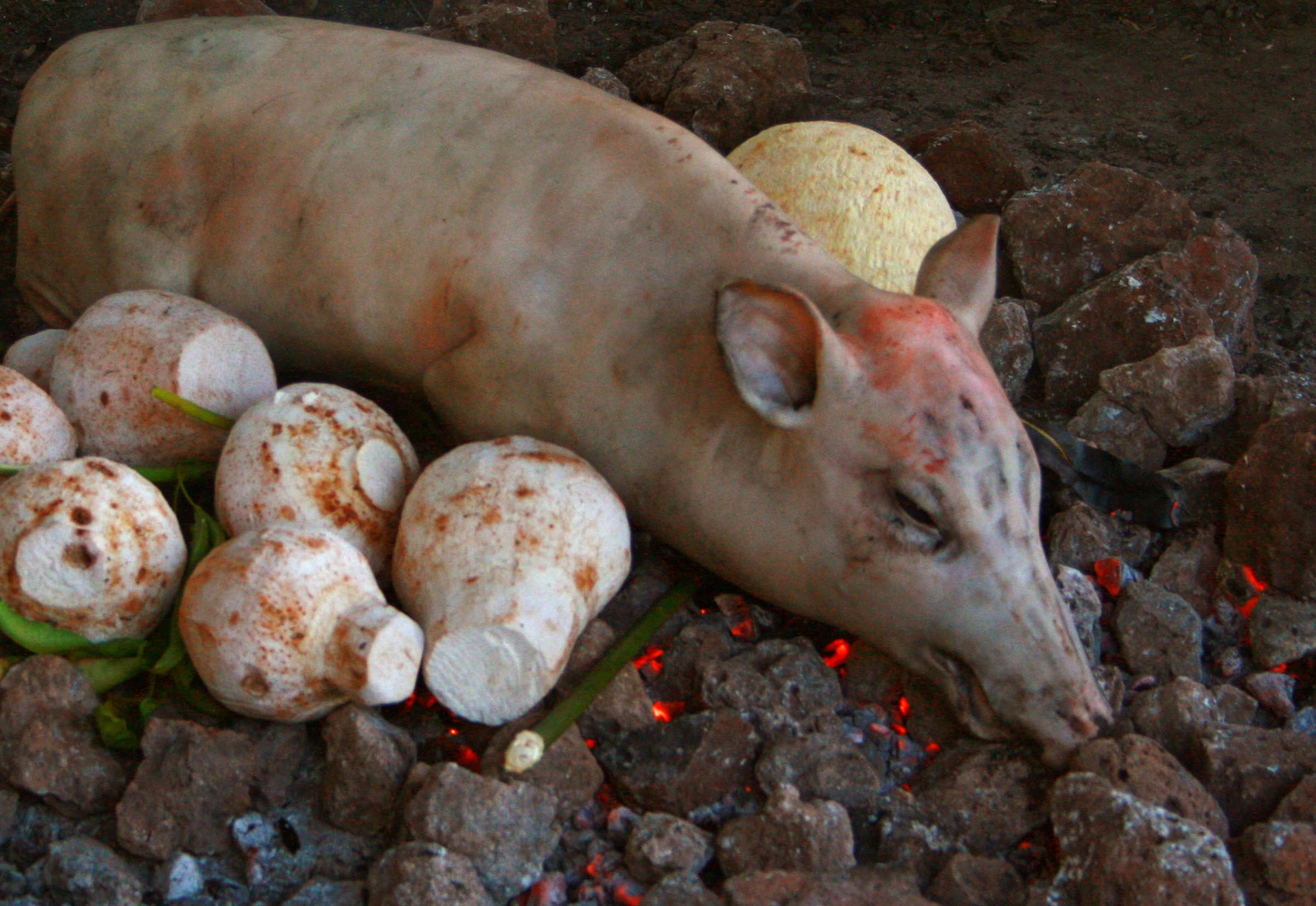
A Samoa, un forn de roques calentes sobre la terra

### Cuines de les Amèriques
Les cuines de les Amèriques es troben a tota Amèrica del Nord i del Sud i es basen en les cuines dels països d’on provenien els immigrants, principalment d’ Europa. No obstant això, la cuina tradicional europea s'ha adaptat mitjançant l'addició de molts ingredients locals i autòctons, i també s'han afegit moltes tècniques als aliments tradicionals. La cuina dels nadius americans la preparen les poblacions indígenes de tot el continent i es pot veure la seva influència en la cuina llatinoamericana multiètnica. Molts aliments bàsics que es mengen a tot el continent, com ara el blat de moro (blat de moro), les mongetes i les patates, tenen origen autòcton. La cuina regional és la cuina nord-americana, la mexicana, la cuina centreamericana, la cuina sud-americana i la cuina caribenya.

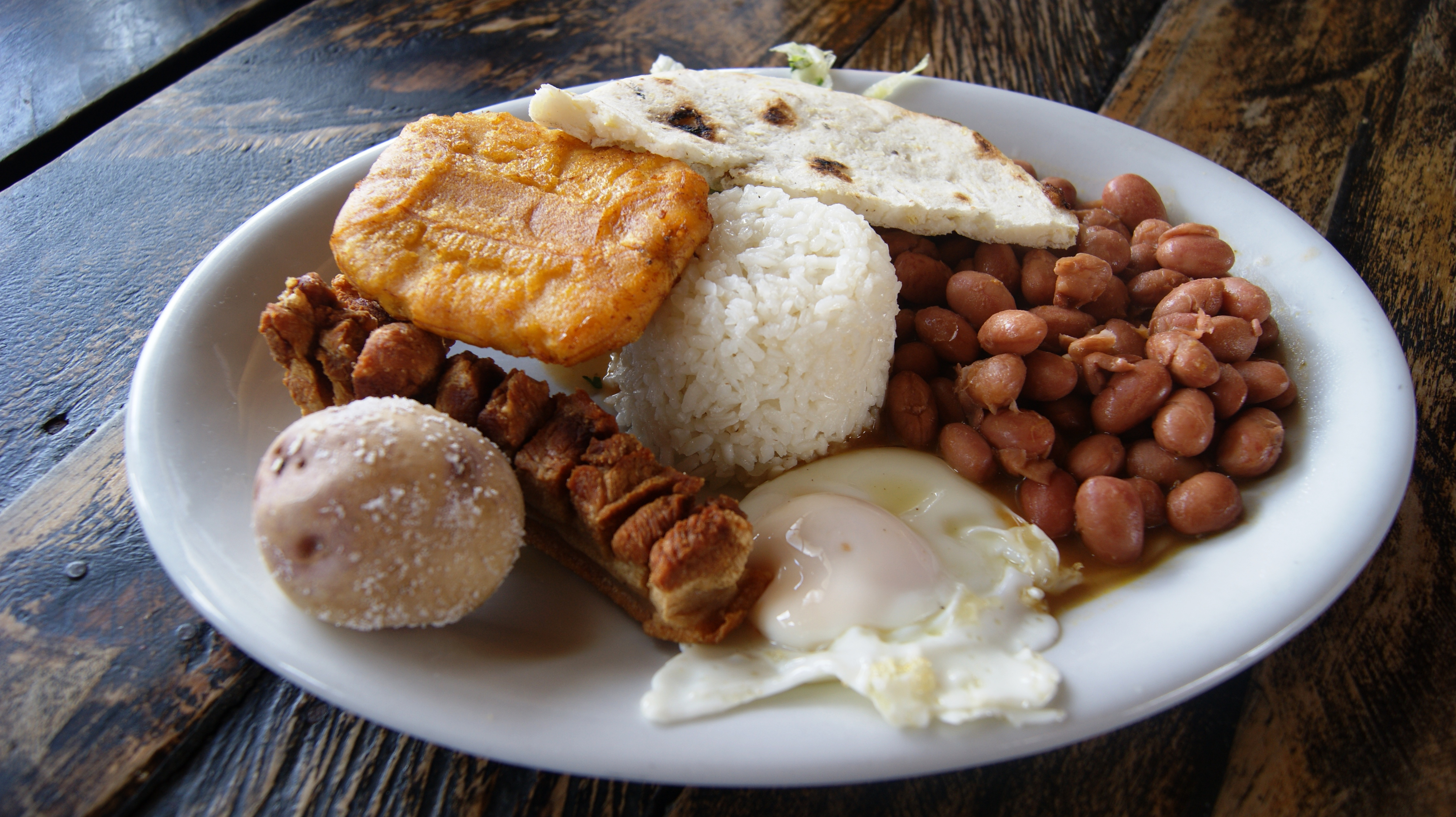
Bandeja paisa de Peñól de Guatapé a Antioquia, Colòmbia.
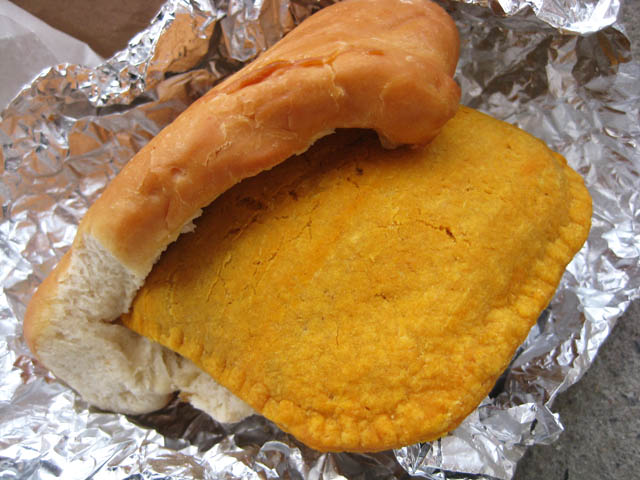
Una empanada jamaicana embolicada amb pa de coco .
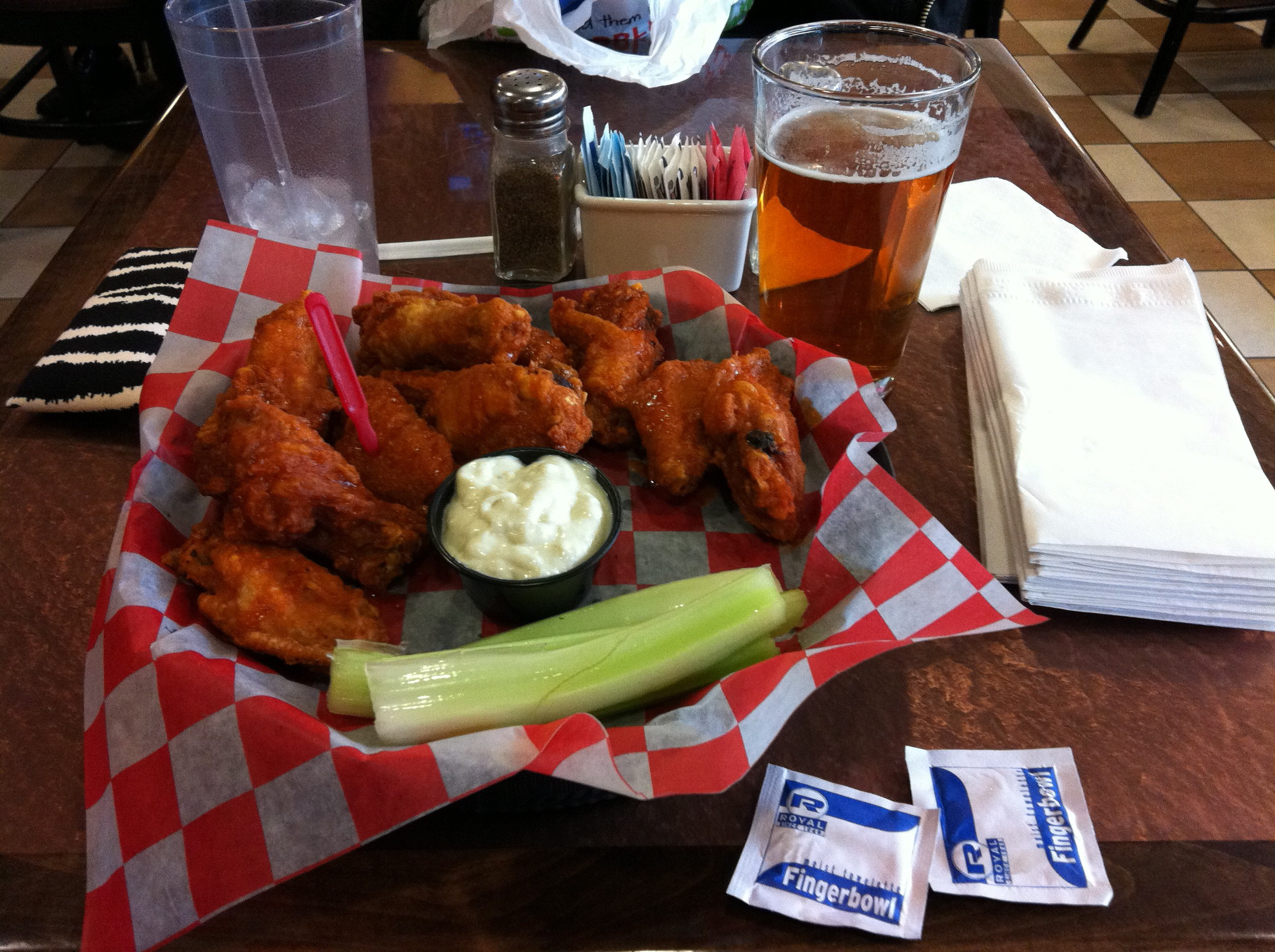
Ales de búfala amb formatge blau, servides amb cervesa.
Tacos farcits de diversos tipus de carn, principalment vedella, pollastre i porc.